# Zwetan Zwetanow (Eishockeyspieler)
Zwetan Zwetanow (bulgarisch Цветан Цветанов; * 13. September 1977 in Elin Pelin) ist ein  bulgarischer Eishockeyspieler, der seit 2008 erneut beim HK Slawia Sofia in der bulgarischen Eishockeyliga spielt.

## Karriere
Zwetan Zwetanow begann seine Karriere als Eishockeyspieler in der Nachwuchsabteilung des bulgarischen Rekordmeisters HK Slawia Sofia, bei dem er 1999 auch in der bulgarischen Eishockeyliga debütierte. Mit Slawia gewann er 2000, 2001 und 2002 den bulgarischen Meistertitel. 2001, 2002 und 2003 konnte er mit seinem Team auch den Pokalwettbewerb gewinnen. Nach dem dritten Pokalsieg wechselte er zum HK Lewski Sofia. Dort reichte es neben dem Pokalsieg 2005 lediglich zu drei Vizemeistertiteln in den Jahren 2004, 2005 und 2007. In der Spielzeit 2007/08 spielte er in der türkischen Superliga beim İzmir Büyükşehir Belediyesi SK, kehrte aber bereits nach einem Jahr nach Sofia zurück, wo er seither wieder für den HK Slawia auf dem Eis steht. Mit seinem Stammverein konnte er weitere vier Meistertitel (2009, 2010, 2011 und 2012) und drei Pokalsiege (2009, 2010 und 2011) erringen.

### International
Im Juniorenbereich stand Zwetanow für Bulgarien bei der U18-C2-Europameisterschaft 1995 auf dem Eis.
Mit der bulgarischen Herren-Nationalmannschaft nahm Zwetanow an der C-Weltmeisterschaft 2000, den Weltmeisterschaften der Division II 2001, 2002, 2003, 2004, 2008, 2009, 2010, 2011, 2012, 2013 und 2017 teil. Zudem vertrat er seine Farben bei der Qualifikation für die Olympischen Winterspiele 2010 in Vancouver.

## Erfolge und Auszeichnungen
- 2000 Bulgarischer Meister mit dem HK Slawia Sofia
- 2001 Bulgarischer Meister mit dem HK Slawia Sofia
- 2001 Bulgarischer Pokalsieger mit dem HK Slawia Sofia
- 2002 Bulgarischer Meister mit dem HK Slawia Sofia
- 2002 Bulgarischer Pokalsieger mit dem HK Slawia Sofia
- 2003 Bulgarischer Pokalsieger mit dem HK Slawia Sofia
- 2005 Bulgarischer Pokalsieger mit dem HK Lewski Sofia
- 2009 Bulgarischer Meister mit dem HK Slawia Sofia
- 2009 Bulgarischer Pokalsieger mit dem HK Slawia Sofia
- 2010 Bulgarischer Meister mit dem HK Slawia Sofia
- 2010 Bulgarischer Pokalsieger mit dem HK Slawia Sofia
- 2011 Bulgarischer Meister mit dem HK Slawia Sofia
- 2011 Bulgarischer Pokalsieger mit dem HK Slawia Sofia
- 2012 Bulgarischer Meister mit dem HK Slawia Sofia